# ピューマトロフィー
ピューマトロフィー（英語：Puma Trophy、スペイン語：Trofeo Puma）は、アルゼンチンとオーストラリアの2国間で競う、ラグビーユニオンの賞である。ザ・ラグビーチャンピオンシップの中に組み込まれている。

## 概要
出典
ピューマトロフィーは、2000年に設けられた。
トロフィーのデザインは、ピューマのブロンズ像。ピューマは、アルゼンチンのある南アメリカ大陸を中心に生息し、ラグビーアルゼンチン代表の愛称「ロス・プーマス」（スペイン語：Los Pumas）にちなむ。
オーストラリア、ニュージーランド、南アフリカ共和国による南半球3か国対抗戦「トライネーションズ」に、2012年からアルゼンチンが加わり「ザ・ラグビーチャンピオンシップ」となった。これにより、ピューマトロフィーはザ・ラグビーチャンピオンシップに組み込まれた。
対戦は通常年では2試合ずつとなるため、2試合の結果でトロフィーの行方が決まる。ワールドカップ開催年の2015年・2019年・2023年は、ザ・ラグビーチャンピオンシップの規模が縮小されるため、1試合の結果で決まる。
2試合実施の際、勝敗が「1-1」で引き分けになると、前年の勝利国がトロフィーを「奪われずに守った」ことになり、勝利扱いとなる。そのため、前年の勝利国が1勝した時点で連覇（トロフィー保持）が決まる。

## 沿革
出典
アルゼンチンとオーストラリアの対戦は1979年から行われている。
2000年にピューマトロフィーが設けられ、2試合ともオーストラリアが勝利し、トロフィーがオーストラリアに与えられた。
第2回は2002年に1試合のみで行われ、オーストラリアが勝利。
第3回となる2006年から、ザ・ラグビーチャンピオンシップ内で実施されている。
2016年の2戦目は、イギリス・ロンドンのトゥイッケナム・スタジアムで行われた。
2020年・2021年は、新型コロナウイルス感染症の世界的流行により制限を受けて、ホームとアウェーを入れ替えず、各2試合ともオーストラリアで行われた。
2020年、2試合とも同点（15-15、16-16）となり、前年までの勝者オーストラリアがトロフィーを守った。
2022年から、ザ・ラグビーチャンピオンシップのフォーマットが変更され、「ミニツアー」的要素を取り入れた。これは、同じ相手チームに対して2試合連続で同じ国で試合を行う（＝2試合連続で行うために相手国へ遠征する）というもの。これにより、ピューマトロフィーは2試合ともアルゼンチンで実施された。2024年も同様となる。
初回からオーストラリアが13連覇していたが、2023年にアルゼンチンが勝利し、14回目にして初めてトロフィーがアルゼンチンに渡った。

## 対戦結果
出典
| 回 | 年   | 月日     | 試合会場                                                                   | 勝ち           | スコア | 負け           | トロフィー 保持チーム | 備考   |
| -- | ---- | -------- | -------------------------------------------------------------------------- | -------------- | ------ | -------------- | --------------------- | ------ |
| 1  | 2000 | 6月17日  | Ballymore Stadium, ブリスベン                                              | オーストラリア | 53-6   | アルゼンチン   | 1                     | [ 11 ] |
| 1  | 2000 | 6月24日  | キャンベラ・スタジアム, キャンベラ                                         | オーストラリア | 32-25  | アルゼンチン   | 1                     | [ 11 ] |
| 2  | 2002 | 11月2日  | River Plate Stadium, ブエノスアイレス                                      | オーストラリア | 6-17   | アルゼンチン   | 2                     | [ 12 ] |
| 3  | 2012 | 9月15日  | ロビーナ・スタジアム, ゴールドコースト                                     | オーストラリア | 23-19  | アルゼンチン   | 3                     | [ 13 ] |
| 3  | 2012 | 10月6日  | Estadio Gigante de Arroyito, ロサリオ                                      | オーストラリア | 25-19  | アルゼンチン   | 3                     | [ 13 ] |
| 4  | 2013 | 9月15日  | スビアコ・オーバル, パース                                                 | オーストラリア | 14-13  | アルゼンチン   | 4                     | [ 14 ] |
| 4  | 2013 | 10月5日  | Estadio Gigante de Arroyito, ロサリオ                                      | オーストラリア | 54-17  | アルゼンチン   | 4                     | [ 14 ] |
| 5  | 2014 | 9月13日  | ロビーナ・スタジアム, ゴールドコースト                                     | オーストラリア | 32-25  | アルゼンチン   | 5                     | [ 15 ] |
| 5  | 2014 | 10月4日  | エスタディオ・マルビナス・アルヘンティナス, メンドーサ                     | アルゼンチン   | 21-17  | オーストラリア | 5                     | [ 15 ] |
| 6  | 2015 | 7月25日  | エスタディオ・マルビナス・アルヘンティナス, メンドーサ                     | オーストラリア | 34-9   | アルゼンチン   | 6                     | [ 16 ] |
| 7  | 2016 | 9月17日  | パース・オーバル, パース                                                   | オーストラリア | 36-20  | アルゼンチン   | 7                     | [ 17 ] |
| 7  | 2016 | 10月8日  | トゥイッケナム・スタジアム, ロンドン                                       | オーストラリア | 33-21  | アルゼンチン   | 7                     | [ 17 ] |
| 8  | 2017 | 9月16日  | キャンベラ・スタジアム, キャンベラ                                         | オーストラリア | 45-20  | アルゼンチン   | 8                     | [ 18 ] |
| 8  | 2017 | 10月7日  | エスタディオ・マルビナス・アルヘンティナス, メンドーサ                     | オーストラリア | 37-20  | アルゼンチン   | 8                     | [ 18 ] |
| 9  | 2018 | 9月15日  | ロビーナ・スタジアム, ゴールドコースト                                     | アルゼンチン   | 23-19  | オーストラリア | 9                     | [ 19 ] |
| 9  | 2018 | 10月6日  | Estadio Padre Ernesto Martearena, サルタ                                   | オーストラリア | 45-34  | アルゼンチン   | 9                     | [ 19 ] |
| 10 | 2019 | 7月27日  | サンコープ・スタジアム, ブリスベン                                         | オーストラリア | 16-10  | アルゼンチン   | 10                    | [ 20 ] |
| 11 | 2020 | 11月21日 | マクドナルド・ジョーンズ・スタジアム, ニューカッスル                       | オーストラリア | 15-15  | アルゼンチン   | 11                    | [ 21 ] |
| 11 | 2020 | 12月5日  | バンクウエスト・スタジアム, シドニー                                       | オーストラリア | 16-16  | アルゼンチン   | 11                    | [ 21 ] |
| 12 | 2021 | 9月25日  | North Queensland Stadium, タウンズビル                                     | オーストラリア | 27-8   | アルゼンチン   | 12                    | [ 22 ] |
| 12 | 2021 | 10月2日  | ロビーナ・スタジアム, ゴールドコースト                                     | オーストラリア | 32-17  | アルゼンチン   | 12                    | [ 22 ] |
| 13 | 2022 | 8月6日   | エスタディオ・マルビナス・アルヘンティナス, メンドーサ                     | オーストラリア | 41-26  | アルゼンチン   | 13                    | [ 23 ] |
| 13 | 2022 | 8月13日  | Estadio San Juan del Bicentenario, サンフアン                              | アルゼンチン   | 48-17  | オーストラリア | 13                    | [ 23 ] |
| 14 | 2023 | 7月15日  | コムバンク・スタジアム, シドニー                                           | アルゼンチン   | 34-31  | オーストラリア | 1                     | [ 24 ] |
| 15 | 2024 | 8月31日  | エスタディオ・ホルヘ・ルイス・ヒルシ, ラプラタ                             | オーストラリア | 20-19  | アルゼンチン   | 2                     | [ 25 ] |
| 15 | 2024 | 9月7日   | エスタディオ・ブリガディエル・ヘネラル・エスタニスラオ・ロペス, サンタフェ | アルゼンチン   | 67-27  | オーストラリア | 2                     | [ 25 ] |
| 16 | 2025 | 9月6日   | ノース・クイーンズランド・スタジアム, タウンズビル                         | オーストラリア |        | アルゼンチン   |                       |        |
| 16 | 2025 | 9月13日  | シドニー・フットボール・スタジアム, シドニー                               | オーストラリア |        | アルゼンチン   |                       |        |
| 回 | 年   | 月日     | 試合会場                                                                   | 勝ち           | スコア | 負け           | トロフィー 保持チーム | 備考   |

## トロフィー保持回数
2024年大会終了時点。
- ピューマトロフィー 全回数：15回
- アルゼンチン 保持回数：2回（2023, 2024）
- オーストラリア 保持回数：13回